# Pedro Álvarez de Toledo y Leiva
Dom Pedro de Toledo y Leiva, 1° marquês de Mancera (Úbeda, 1585 — Mancera de Abajo, 9 de março de 1654) foi um nobre espanhol, general, administrador colonial e diplomata que serviu como vice-rei da Galiza e Peru de 18 de dezembro de 1639 a 20 de setembro de 1648 .

## Juventude
Pedro de Toledo era filho de Don Luis de Toledo, quarto Senhor de Mancera, e de sua segunda esposa, Isabel de Leiva. Serviu com os exércitos espanhóis na Itália, subindo para a patente de tenente-general nas galés reais da Sicília. O rei Filipe IV elevou seu título de Senhor para Marquês de Mancera, em 1623. Posteriormente atuou oito anos como governador e capitão-geral da Galiza.

## Como vice-rei do Peru
Pedro de Toledo viajou para o Peru com seu filho, Antonio de Toledo y Salazar, que mais tarde se tornou vice-rei da Nova Espanha (1664-1673).
Ele foi nomeado vice-rei do Peru em 18 de dezembro de 1639, aos 54 anos. Como vice-rei, introduziu o papel sellado (papel selado). Expandiu as forças navais e fortificou os portos de Valdivia, Valparaíso, Arica e Callao. Em Callao, ele ordenou a construção de um muro de 4 km de extensão, que foi concluído em 1647. A ilha Mancera na foz do rio Valdivia é nomeado em sua homenagem.
Organizou festas de discussão literária, tertúlias, uma espécie de salão literário. Nestes foi introduzido a mancerina, um pires de cerâmica ou de prata com uma armação para a colocação de uma jícara, ou um copo de chocolate. Posteriormente, a fabricação de mancerinas se tornou uma indústria nas cidades espanholas de Manises e Talavera.
Ao final do seu mandato como vice-rei, Álvarez de Toledo retornou à Espanha. Morreu em Madrid em 1654.

## Descendentes
O marquês casou pela primeira vez com Luisa Feijóo de Novoa y Zamudio, com quem teve uma filha. Em 1621, ele se casou pela segunda vez com María Luisa de Salazar y Enríquez de Navarra, 3ª Senhora de El Mármol, com quem teve mais dois filhos.
Com Luisa Feijóo de Novoa:
- Francisca María de Toledo, 2ª marquesa de Belvis, casada com Diego Sarmiento de Acuña, 2° conde de Gondomar
  - Pedro Sarmiento, 3° marquês de Mancera

Com María Luisa de Salazar:
- Antonio Sebastián de Toledo, 2° marquês de Mancera
- Antonia María de Toledo, casado com Pedro Garcés, 14° conde de Priego

## Descendência
|  |                                                          |  |  |  |  |  |  |  |  |  |  |  |  |  |  |  |
|  | 8. Pedro de Toledo 1st Senhor de Mancera                 |  |  |  |  |  |  |  |  |  |  |  |  |  |  |  |
|  |                                                          |  |  |  |  |  |  |  |  |  |  |  |  |  |  |  |
|  |                                                          |  |  |  |  |  |  |  |  |  |  |  |  |  |  |  |
|  | 4. Enrique de Toledo 3rd Senhor de Mancera               |  |  |  |  |  |  |  |  |  |  |  |  |  |  |  |
|  |                                                          |  |  |  |  |  |  |  |  |  |  |  |  |  |  |  |
|  |                                                          |  |  |  |  |  |  |  |  |  |  |  |  |  |  |  |
|  | 9. Leonor de Ayala                                       |  |  |  |  |  |  |  |  |  |  |  |  |  |  |  |
|  |                                                          |  |  |  |  |  |  |  |  |  |  |  |  |  |  |  |
|  |                                                          |  |  |  |  |  |  |  |  |  |  |  |  |  |  |  |
|  | 2. Luis de Toledo 4th Senhor de Mancera                  |  |  |  |  |  |  |  |  |  |  |  |  |  |  |  |
|  |                                                          |  |  |  |  |  |  |  |  |  |  |  |  |  |  |  |
|  |                                                          |  |  |  |  |  |  |  |  |  |  |  |  |  |  |  |
|  | 10. Diego de Castilla 3rd Senhor de Gor                  |  |  |  |  |  |  |  |  |  |  |  |  |  |  |  |
|  |                                                          |  |  |  |  |  |  |  |  |  |  |  |  |  |  |  |
|  |                                                          |  |  |  |  |  |  |  |  |  |  |  |  |  |  |  |
|  | 5. Isabel de Mendoza                                     |  |  |  |  |  |  |  |  |  |  |  |  |  |  |  |
|  |                                                          |  |  |  |  |  |  |  |  |  |  |  |  |  |  |  |
|  |                                                          |  |  |  |  |  |  |  |  |  |  |  |  |  |  |  |
|  | 11. Beatriz de Mendoza                                   |  |  |  |  |  |  |  |  |  |  |  |  |  |  |  |
|  |                                                          |  |  |  |  |  |  |  |  |  |  |  |  |  |  |  |
|  |                                                          |  |  |  |  |  |  |  |  |  |  |  |  |  |  |  |
|  | 1. Pedro de Toledo                                       |  |  |  |  |  |  |  |  |  |  |  |  |  |  |  |
|  |                                                          |  |  |  |  |  |  |  |  |  |  |  |  |  |  |  |
|  |                                                          |  |  |  |  |  |  |  |  |  |  |  |  |  |  |  |
|  | 12. Sancho Martínez Senhor da casa de Leiva              |  |  |  |  |  |  |  |  |  |  |  |  |  |  |  |
|  |                                                          |  |  |  |  |  |  |  |  |  |  |  |  |  |  |  |
|  |                                                          |  |  |  |  |  |  |  |  |  |  |  |  |  |  |  |
|  | 6. Sancho Martínez de Leiva Senhor da casa de Leiva      |  |  |  |  |  |  |  |  |  |  |  |  |  |  |  |
|  |                                                          |  |  |  |  |  |  |  |  |  |  |  |  |  |  |  |
|  |                                                          |  |  |  |  |  |  |  |  |  |  |  |  |  |  |  |
|  | 13. Francisca Ladrón de Guevara                          |  |  |  |  |  |  |  |  |  |  |  |  |  |  |  |
|  |                                                          |  |  |  |  |  |  |  |  |  |  |  |  |  |  |  |
|  |                                                          |  |  |  |  |  |  |  |  |  |  |  |  |  |  |  |
|  | 3. Isabel de Leiva                                       |  |  |  |  |  |  |  |  |  |  |  |  |  |  |  |
|  |                                                          |  |  |  |  |  |  |  |  |  |  |  |  |  |  |  |
|  |                                                          |  |  |  |  |  |  |  |  |  |  |  |  |  |  |  |
|  | 14. Garcí II Hurtado de Mendoza 8th Senhor de la Corzana |  |  |  |  |  |  |  |  |  |  |  |  |  |  |  |
|  |                                                          |  |  |  |  |  |  |  |  |  |  |  |  |  |  |  |
|  |                                                          |  |  |  |  |  |  |  |  |  |  |  |  |  |  |  |
|  | 7. Leonor de Mendoza                                     |  |  |  |  |  |  |  |  |  |  |  |  |  |  |  |
|  |                                                          |  |  |  |  |  |  |  |  |  |  |  |  |  |  |  |
|  |                                                          |  |  |  |  |  |  |  |  |  |  |  |  |  |  |  |
|  | 15. Ana de Leiva                                         |  |  |  |  |  |  |  |  |  |  |  |  |  |  |  |
|  |                                                          |  |  |  |  |  |  |  |  |  |  |  |  |  |  |  |
|  |                                                          |  |  |  |  |  |  |  |  |  |  |  |  |  |  |  |